# Mackan Andersson
Mackan Andersson (Bengt Erik Marcus Andersson), född 24 augusti 1975 i Stockholm, är en svensk frälsningsofficer, författare, teolog och ståuppkomiker som medverkat i bland annat P3 Tro och TV4-produktionen Världens Humorkväll.
Mackan är initiativtagare till och äger varumärket ComedyZone - Norra Europas största kristna standup-festival.